# Vincenzo Meucci
Vincenzo Meucci (getauft am 6. April 1694 in Florenz; † 7. November 1766 ebenda) war ein italienischer Maler.

## Familie
Geboren als Sohn des Lorenzo di Gerolamo und der Lisabetta di Paolo Calonj, wurde Meucci am 6. April 1694 getauft. Meucci hatte eine Tochter, die den Maler Giuseppe Gricci heiratete, sowie die beiden Söhne Giuseppe und Carlo, die gleichfalls Maler wurden. 

## Leben und Werk
Die Eltern erkannten früh sein Talent, so dass sie ihn in die Lehre bei Gioacchino Fortini gaben. Wahrscheinlich ist es auf die Bekanntschaft mit dessen Bruder Giovanni zurückzuführen, dass er in die Malschule des Sebastiano Galeotti (1675–1741) wechselte.

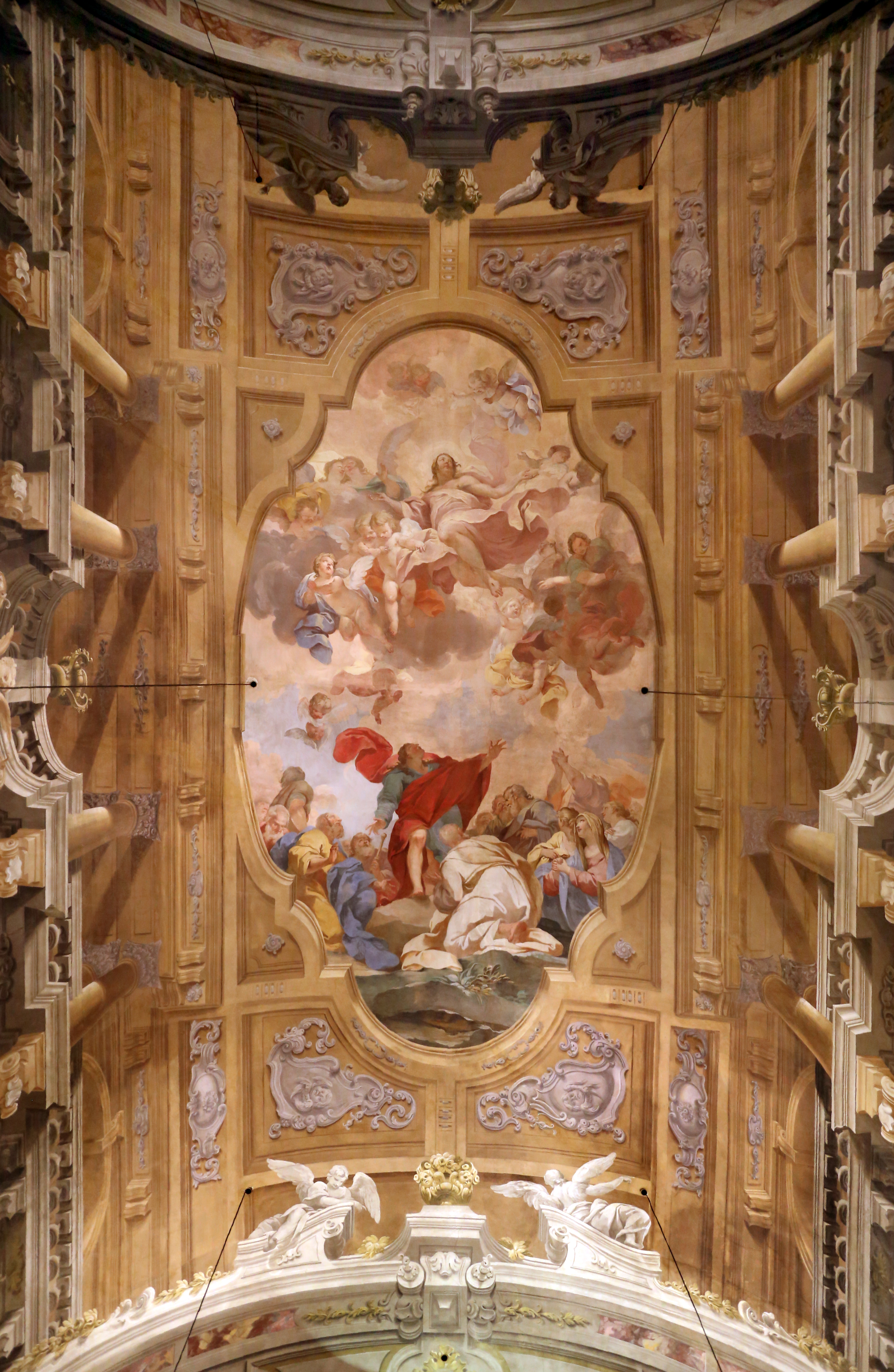
Himmelfahrt Christi, San Salvatore al Vescovo

Wie die meisten Künstler seiner Zeit war auch Meucci auf Protektion angewiesen. Zunächst wurde er bis zu dessen Tod im Jahr 1737 von Marchese G. B. Bartolini Salimbeni unterstützt, der ihm monatlich 30 Scudi zukommen ließ. Kurz nach dem Tod des Markgrafen wurde er wierum von Abate Marchese Antonio Niccolini protegiert.
Als Meucci 1710 seinem Meister Galeotti nach Piacenza folgte, betrachtete dieser seinen Schüler eher als Diener. Nur durch Intervention Bartolini Salimbenis harrte Meucci dennoch aus und er erhielt sogar, gegen die Ambitionen seines Meisters, den Auftrag, die spätere Königin von Spanien Elisabetta Farnese zu unterrichten. Allerdings folgte er ihr nicht nach Spanien. Sein Protektor veranlasste ihn hingegen dazu, nach Bologna zu Gio Giuseppe dal Sole (Giovan Gioseffo Dal Sole) zu gehen. Dort blieb Meucci von 1714 bis 1722. Allerdings überarbeitete er sich dort ohne jede Rücksicht auf seine Gesundheit.
Als sein dortiger Lehrer im Juli 1719 starb, reiste Meucci in den Jahren 1721 und 1722 durch die Lombardei und Venetien, um von den Meistern seiner Zeit zu lernen. Wahrscheinlich hielt er sich auch am Hof in Turin auf, vielleicht auch in Rom. Um seinem Protektor seine neu erworbenen Fertigkeiten zu beweisen, schickte er ihm das Gemälde Venere e Adone, signiert 1721, nach Florenz.
Wann er selbst nach Florenz zurückkehrte ist unklar, sicher aber vor dem 15. Januar 1723. An diesem Tag wurde er zum accademico del disegno nominiert. Von Leonardo Antonio Martellini del Falcone erhielt er einen ersten größeren Auftrag für dessen Palast. Das gemeinsam mit Del Moro geschaffene Werk ist allerdings verloren. Sein erstes erhaltenes größeres Werk sind die Due miracoli di S. Pietro d’Alcantara in der Ognissanti-Kirche.
1726 führte Meucci Arbeiten in der Kirche Santa Maria di Provengano aus, wo er eine Heilige signierte. Nach stilistischen Kriterien lässt sich dem Maler auch ein Fresko in der San-Biagio-Kapelle im Palast des Erzbischofs von Siena zuordnen. Dort erscheinen die Gottesmutter mit dem Kind, die Heiligen Victor, Ansanus (der Stadtheilige von Siena), Sabinus und Crescenzo.
1749 malte Meucci in der Montini-Kapelle (Altarbild mit der Rosenkranzmadonna mit dem hl. Josef und dem hl. Dominikus sowie die beiden mit Fresken bemalten Ovate mit dem hl. Nikolaus von Bari und der hl. Katharina von Alexandria), die Grazzini-Kapelle (Hintergrund des Kruzifixes mit der Muttergottes, dem Evangelisten Johannes und der Maria Magdalena) und die der Muttergottes geweihte Kapelle (Altarbild mit den Heiligen Andrea Corsini und Maria Magdalena de’ Pazzi).
Später entstand sein Selbstporträt (Uffizien). Er hält das Bildnis des Gian Gastone de’ Medici, des letzten Großherzogs der Toskana (1723–1737) in Händen. 1732 wurde Meucci zusammen mit Matteo Bonechi und Giuseppe Grisoni zur Mitarbeit an der Tapisserie der Medici sowie mit Giovanni Domenico Ferretti und Lorenzo del Moro berufen. 1735 präsentierte er das Ölgemälde Der Sturz des Phaeton.
1734 malte Meucci die Fresken in der Kirche San Giovannino degli Scolopi zu Florenz und die Hochzeit der Heiligen Katharina von Alexandria für die Basilica dei Santi Vincenzo e Caterina de’ Ricci in Prato.
1735 war er in einem Saal des Klosters S. Apollonia tätig. Dort schuf er das Fresco La Santa in gloria. Aus der gleichen Zeit stammt das Atrium des Ospedale vecchio di San Giovanni di Dio, eines Hospitals in Florenz, das er in Zusammenarbeit mit dem Quadraturisten Rinaldo Botti. In diesen Jahren kam Meucci in Kontakt mit der Familie Martelli, in deren Dokumenten er ab 1735 als Vermittler für Kunstkäufe erscheint.

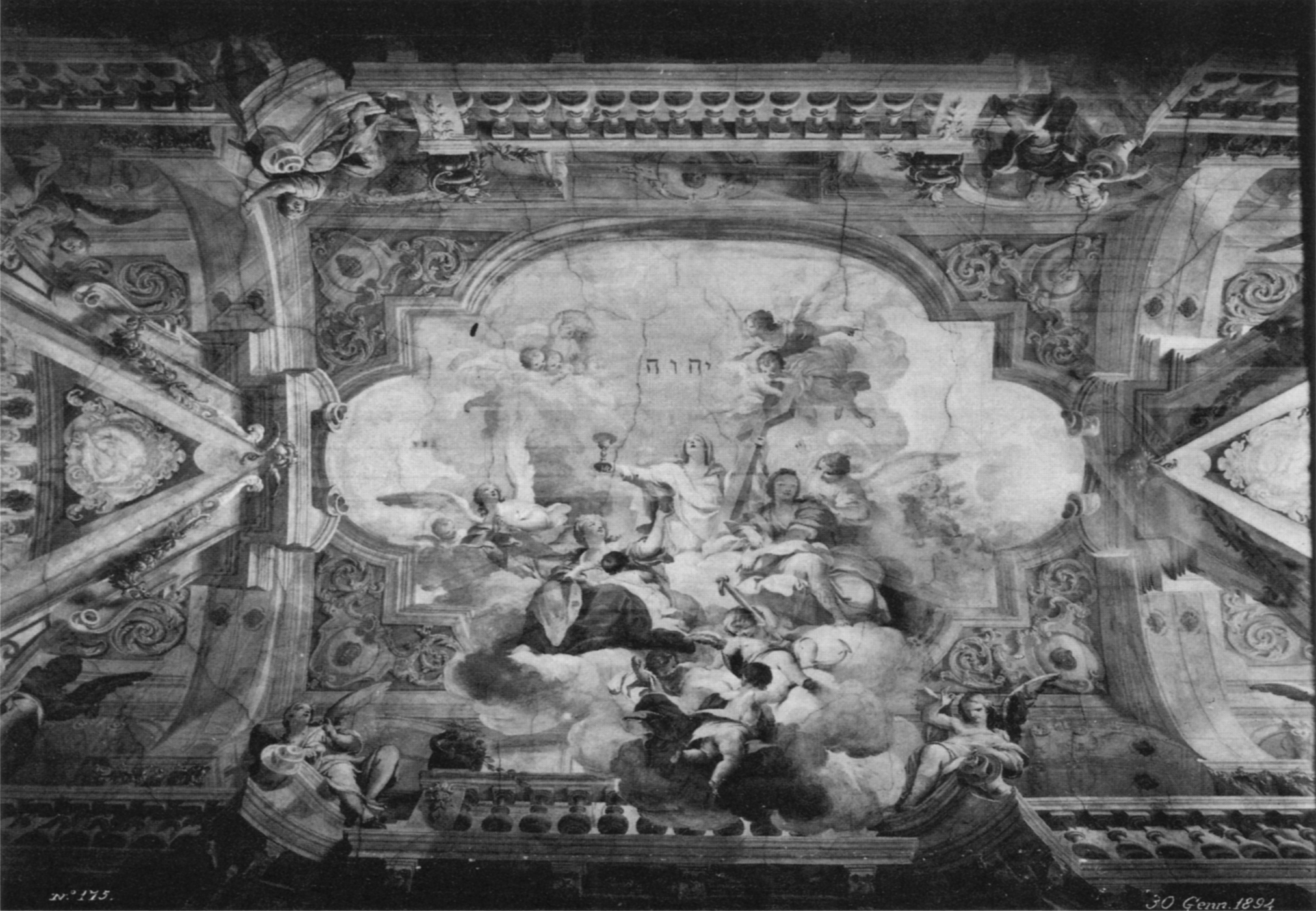
Das 1894 zerstörte Werk auf einer Fotografie der frühen 1890er Jahre

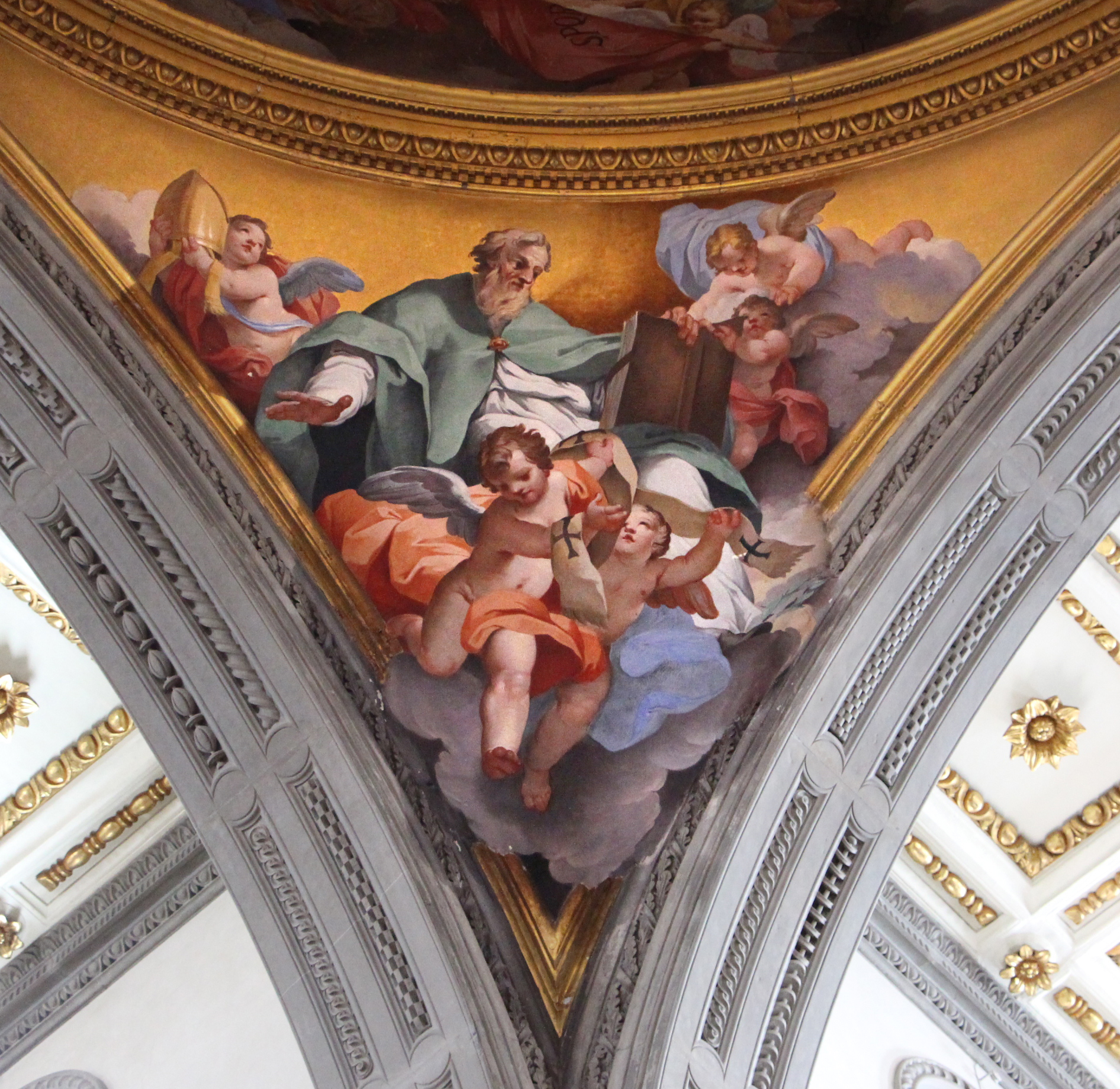
Einer der Florentiner Heiligen, 1742

Meucci schuf mit Pietro Anderlini (1687–1755) die Dekoration des Atriums der erzbischöflichen Wohnung, die von Erzbischof Giuseppe Maria Martelli in Auftrag gegeben worden war (1894 zerstört). Als Mieter von Niccolò Martelli wurde Meucci 1737 vom Erzbischof erneut in die Arbeiten an der Kirche S. Salvatore al Vescovo einbezogen (bis 1739). Zusammen mit Pietro Anderlini freskierte er das Gewölbe mit dem Thema der Himmelfahrt, von dem nur eine Skizze in einer Privatsammlung erhalten ist., und die Auferstehung an der rechten Wand des Kirchenschiffs. Im Palazzo Martelli schuf er ein Werk, zu dem laut Civai die Vergewaltigung der Proserpina in der Kapelle, die Allegorie der Künste und des Handels im angrenzenden Raum, die der Vier Jahreszeiten im Gewölbe der Galerie sowie Diana und Endymion an der Decke des nächsten Raumes gehören.
Auf Wunsch von Anna Maria Luisa de’ Medici malte Meucci die Kuppel von San Lorenzo aus. Dazu gehörten die vier Evangelisten und die Florentiner Heiligen. Im Jahr der Fertigstellung 1742 vollendete Meucci das Gemälde der Vermählung der Jungfrau Maria für die Kapelle des hl. Joseph in der Kirche San Paolino.

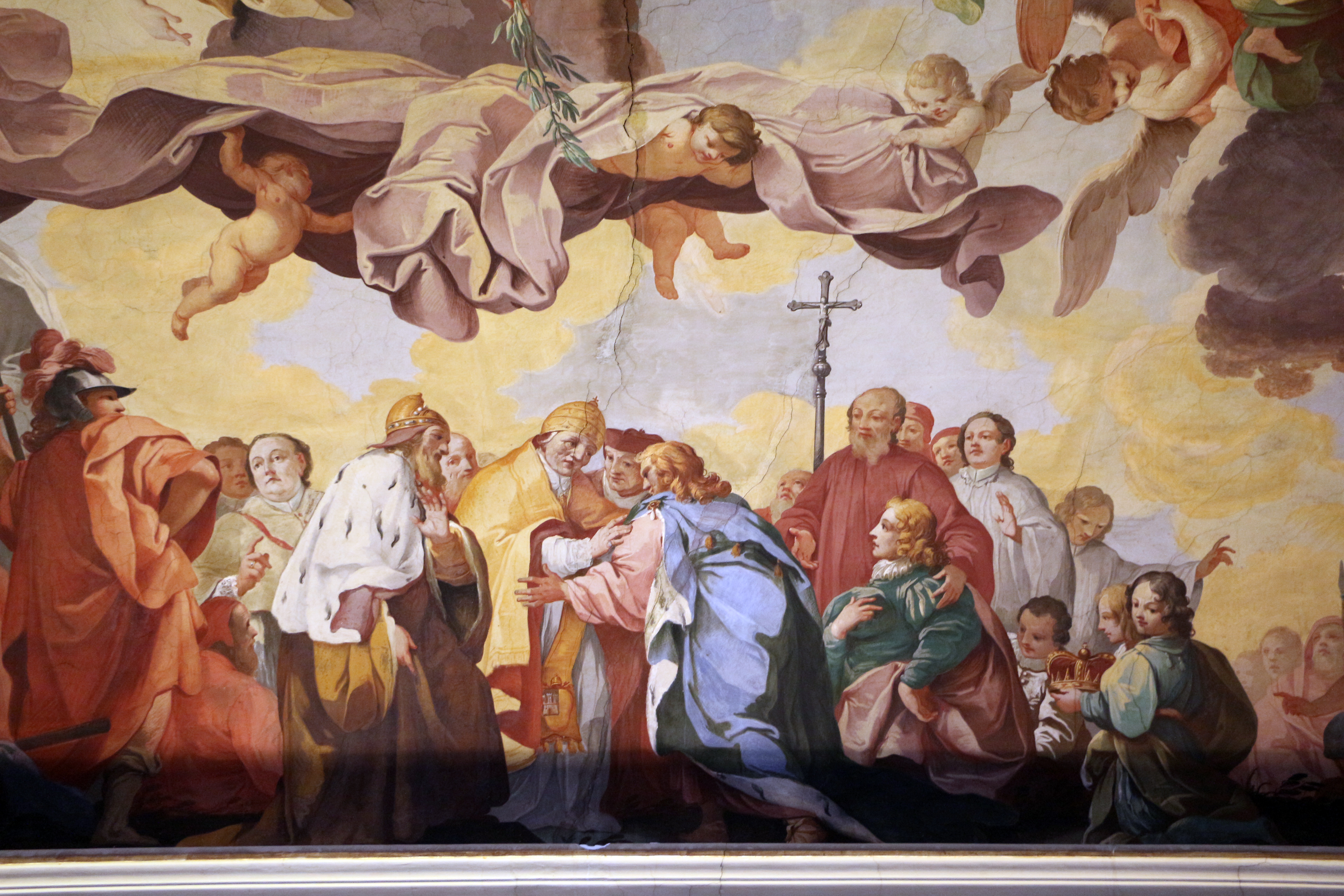
Papst Alexander trifft Kaiser Barbarossa in Venedig (Detail eines Deckengemäldes), links der Doge Sebastiano Ziani, erkennbar an seiner Mütze, 1743, Barbarossasaal, Palazzo dei Cerretani, Florenz (Detail)

Der große Erfolg in der mediceischen Kuppel verhalf Meucci zu einer Reihe weiterer Auftragsarbeiten. Dazu gehörten S. Vincenzo de Paoli assunto in cielo in der Kirche San Jacopo sopr’Arno und 1744 der Incontro dell’imperatore Federico con Alessandro III (das Zusammentreffen des Kaisers Friedrich mit Alexander III.). In der Kirche Santa Maria in Monticelli entstand der Altaraufsatz und ein Teil der Fresken. Von 1746 bis 1748 war Meucci mit der Renovierung des Gewölbes der Brancacci-Kapelle befasst, die auf Wunsch von Angiola Tempesti, der Mutter des dortigen Priors, entstand.
Durch die Arbeiten an einer Kapelle der Capponi wurde er im November 1746 zunächst davon abgehalten, nach Rom zu gehen, um dort Fresken für die Biblioteca Corsiniana zu schaffen. Auch lehnte er die Einladung Kardinal Neri Corsinis ab, an den spanischen Hof zu gehen. So kehrte er von Rom nach Florenz zurück. Dort in der Verdiana-Kirche tätig, malte er auch in Volterra, in der Kirche San Michele, ebenso wie in San Filippo. Nach 1753 schickte Meucci ein Gemälde an die Kirche Santa Dorotea in Rom unweit des Palazzo Corsini, das den heiligen Josef von Copertino darstellt.
Für die Galleria der Porcellana Ginori a Doccia illustrierte er den Prozess der Porzellanherstellung. Erneut mit Del Moro malte er zwischen 1761 und 1763 die Glorie des Heiligen Andreas im Gewölbe der Stiftskirche von Empoli (im Zweiten Weltkrieg beschädigt) und 1764 für den Grafen Francesco Algarotti die Ausschmückung der Kirche San Leone in Pistoia, wo er die Herabkunft des Heiligen Geistes freskierte. Ebenfalls in Pistoia schuf Meucci in der Apsis der Kirche Santa Maria del Carmine Fresken, die Episoden aus dem Leben der Maria darstellen, in der Kirche der Madonna dell'Umiltà mit dem Gemälde Madonna che presenta il Bambino a S. Francesco d’Assisi.

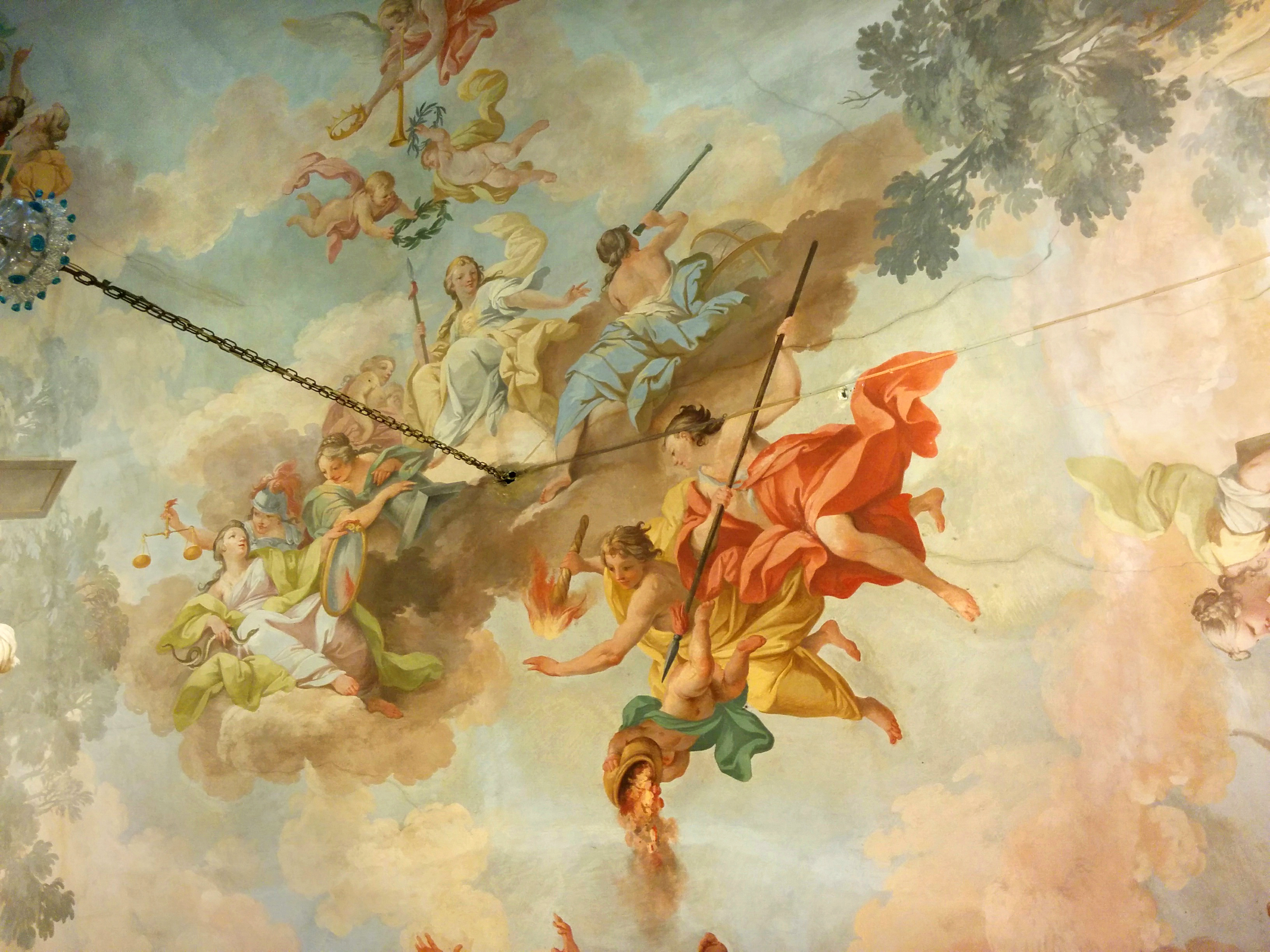
Virtù che vince sui Vizi (Sieg der Tugend über die Sünden)

In seinen letzten Schaffensjahren war Meucci im Palazzo Alessandri tätig, ebenso wie in verschiedenen Kirchen, an Fresken im Palazzo Pitti (zerstört im 19. Jahrhundert), dann im Palazzo Gerini, im Palazzo Aldobrandini (Virtù che vince sui Vizi), das Opfer Abrahams in der Kirche Santa Maria Maggiore, aber auch an Kirchen im Gebiet von Fiesole.
Im Haus in der Via de’ Cerretani diktierte er in Anwesenheit seiner Familie und der Maler Giuseppe Gricci, Tommaso Gherardini und Del Moro sein Testament. Er starb am 7. November 1766 und wurde in der Kirche Santa Maria Maggiore beigesetzt.